# Pere Cerezo i Hernáez
Pere Cerezo i Hernáez (Mendoza, Argentina, 3 de gener de 1890 - Buenos Aires, 14 de juliol de 1977) fou un polític català. Era perit mercantil i treballà en el sector de la banca. A les eleccions municipals de 1931 fou escollit regidor de l'ajuntament de Girona per Esquerra Republicana de Catalunya (ERC). Per aquest mateix partit fou elegit diputat a les eleccions al Parlament de Catalunya de 1932. També fou nomenat membre del Comitè Executiu Central d'ERC.
Fou un destacat defensor de la causa rabassaire i per això fou nomenat president de la Comissió Especial per a la discussió de la Llei de Contractes de Conreu de 1934. Després dels fets del sis d'octubre de 1934 fou detingut a Bescanó. Durant la guerra civil espanyola es mantingué lleial a la república i fou alcalde de Girona de 1937 a 1939.
En acabar la guerra civil es va exiliar a França, d'on marxà el 1942 a Buenos Aires (Argentina). Allí treballà en el sector de les assegurances i fou president del Casal de Catalunya de Buenos Aires de 1956 a 1958. Des del seu càrrec impulsà l'edició el 1956 del Llibre blanc de Catalunya, on es recullen estudis d'intel·lectuals catalans exiliats com Pau Casals, Pere Bosch i Gimpera, Josep Carner i Josep Trueta en què es denuncia la situació de Catalunya sota la dictadura franquista i l'afusellament del president Lluís Companys. El 1961 va formar part de la comissió organitzadora dels Jocs Florals de la Llengua Catalana.